# 巴萊納 (加利福尼亞州)
巴萊納（英語：Ballena）是位於美國加利福尼亞州聖地牙哥縣的一個非建制地區。該地的面積和人口皆未知。

## 地理
巴萊納的座標為33°03′55″N 116°44′48″W / 33.06528°N 116.74667°W，而該地的平均海拔高度為759米（即2490英尺）。